# 沃特菲茨湖
53°22′5″N 12°49′26″E / 53.36806°N 12.82389°E
沃特菲茨湖（德語：Woterfitzsee），是德國的湖泊，位於該國東北部梅克倫堡-前波美拉尼亞州，由梅克倫堡湖區郡負責管轄，長2.4公里、寬1.9公里，面積2.9平方公里，海拔高度59米，平均水深3.4米，最大水深7.8米，水體容量994萬立方米。